# Figueruela de Arriba (kommunhuvudort)
Figueruela de Arriba är en kommunhuvudort i Spanien.   Den ligger i provinsen Provincia de Zamora och regionen Kastilien och Leon, i den nordvästra delen av landet, 280 km nordväst om huvudstaden Madrid. Figueruela de Arriba ligger 854 meter över havet och antalet invånare är 477.
Terrängen runt Figueruela de Arriba är kuperad åt nordväst, men åt sydost är den platt.Runt Figueruela de Arriba är det mycket glesbefolkat, med 4 invånare per kvadratkilometer. Närmaste större samhälle är Rabanales, 19,7 km sydost om Figueruela de Arriba. 